# Bo Lundgren
Bo Axel Magnus Lundgren (ur. 11 lipca 1947 w Kristianstad) – szwedzki polityk i urzędnik państwowy, długoletni deputowany, w latach 1999–2003 przewodniczący Umiarkowanej Partii Koalicyjnej.

## Życiorys
Z wykształcenia ekonomista, ukończył w 1972 studia na Uniwersytecie w Lund. Został działaczem Umiarkowanej Partii Koalicyjnej. Z jej ramienia w latach 1976–2004 sprawował mandat posła do Riksdagu. W rządzie Carla Bildta (1991–1994) pełnił funkcję ministra do spraw podatków w resorcie finansów. W 1999 został przewodniczącym partii, zrezygnował po czterech latach i słabym wyniku wyborczym swojego ugrupowania. Od 2004 do 2012 był dyrektorem generalnym Szwedzkiego Narodowego Biura Zarządzania Długiem (Riksgäldskontoret). Przeszedł następnie do sektora prywatnego.